# Dumitru Mociorniță
 (décembre 2024).
 (octobre 2024).
Dumitru Mociorniță (né le 5 août 1885 à Țintea et mort le 17 septembre 1953 à Ploiești ) est un entrepreneur roumain durant la période de l'entre-deux-guerres dans le domaine de la confection de chaussures et du travail du cuir.